# Babīte (novads)
Babīte (łot.: Babītes novads) – jeden z łotewskich novadsów, funkcjonujący w latach 2009–2021.

## Historia
Novads powstało na terenach należących przed 2009 do rejonu Ryga.
W skład novadsu wchodziły dwa pagastsy: Babīte i Sala. Jego stolicą została wieś Piņķi.
Zlikwidowany w ramach reformy administracyjnej 30 czerwca 2021. Wszedł w całości w skład nowego novadsu Mārupe.